# Кубок націй ОФК
Кубок націй конфедерації футболу Окенії (англ. OFC Nations Cup) — головний футбольний турнір серед чоловічих футбольних збірних країн, що входять до футбольної Конфедерації футболу Океанії.

## Історія
Перший турнір був проведений в 1973 році в Новій Зеландії під назвою — Кубок Океанії (англ. Oceania Cup). 
З 1996 року, коли конфедерація футболу Океанії отримала офіційний статус від ФІФА, почали проводити регулярні розіграші кубку націй ОФК.

## Результати турніру
| Кубок Океанії   | Кубок Океанії      | Кубок Океанії | Кубок Океанії      | Кубок Океанії      | Кубок Океанії      | Кубок Океанії |
| Рік             | Господарі          |               | Призери            | Призери            | Призери            | Призери       |
| Рік             | Господарі          | Переможець    | Друге місце        | Третє місце        | Четверте місце     |               |
| --------------- | ------------------ | ------------- | ------------------ | ------------------ | ------------------ | ------------- |
| 1973 Докладніше | Нова Зеландія      | Нова Зеландія | Таїті              | Нова Каледонія     | Вануату            |               |
| 1980 Докладніше | Нова Каледонія     | Австралія     | Таїті              | Нова Каледонія     | Фіджі              |               |
| Кубок націй ОФК |                    |               |                    |                    |                    |               |
| 1996 Докладніше | Відсутні           | Австралія     | Таїті              | Нова Зеландія      | Соломонові Острови |               |
| 1998 Докладніше | Австралія          | Нова Зеландія | Австралія          | Фіджі              | Таїті              |               |
| 2000 Докладніше | Таїті              | Австралія     | Нова Зеландія      | Соломонові Острови | Вануату            |               |
| 2002 Докладніше | Нова Зеландія      | Нова Зеландія | Австралія          | Таїті              | Вануату            |               |
| 2004 Докладніше | Австралія          | Австралія     | Соломонові Острови | Нова Зеландія      | Фіджі              |               |
| 2008 Докладніше | Відсутні           | Нова Зеландія | Нова Каледонія     | Фіджі              | Вануату            |               |
| 2012 Докладніше | Соломонові Острови | Таїті         | Нова Каледонія     | Нова Зеландія      | Соломонові Острови |               |
| 2016 Докладніше | Папуа Нова Гвінея  | Нова Зеландія | Папуа Нова Гвінея  | Нова Каледонія     | Соломонові Острови |               |
| 2024 Докладніше | Вануату Фіджі      | Нова Зеландія | Вануату            | Таїті              | Фіджі              |               |

## Статистика участі та перемог
| К-ть перемог | Участі | Команда            | Роки перемог                       |
| ------------ | ------ | ------------------ | ---------------------------------- |
| 6 разів      | 11     | Нова Зеландія      | 1973, 1998, 2002, 2008, 2016, 2024 |
| 4 рази       | 6      | Австралія          | 1980, 1996, 2000, 2004             |
| 1 раз        | 10     | Таїті              | 2012                               |
| —            | 10     | Вануату            |                                    |
| —            | 9      | Фіджі              |                                    |
| —            | 8      | Соломонові Острови |                                    |
| —            | 6      | Нова Каледонія     |                                    |
| —            | 5      | Папуа Нова Гвінея  |                                    |
| —            | 2      | Острови Кука       |                                    |
| —            | 3      | Самоа              |                                    |